# Referéndum constitucional de Sudán francés de 1958
Un referéndum constitucional para aprobar una nueva constitución en Francia tuvo lugar en Sudán francés el 28 de septiembre de 1958 como parte de un referéndum más amplio realizado en la Unión Francesa. La nueva constitución vería al país volverse para de la nueva Comunidad Francesa de ser aprobada, o resultaría en la independencia si era rechazada. La constitución fue aprobada por el 97,54% de los electores.

## Resultados
| Opción                              | Votos     | %     |
| ----------------------------------- | --------- | ----- |
| A favor                             | 945 586   | 97,54 |
| En contra                           | 23 875    | 2,46  |
| Votos en blanco/nulos               | 2 736     | –     |
| Total                               | 972 197   | 100   |
| Electores registrados/participación | 2 142 266 | 45,38 |
| Fuente: Direct Democracy            |           |       |